# تومي جونسون (موسيقي أمريكي)
تومي جونسون (بالإنجليزية: Tommy Johnson)‏ هو موسيقي وكاتب أغاني أمريكي، ولد في 1896 في تيري في الولايات المتحدة، وتوفي في 1 نوفمبر 1956 في كريستال سبرينغز في الولايات المتحدة بسبب نوبة قلبية.

## وصلات خارجية
- تومي جونسون على موقع الموسوعة البريطانية (الإنجليزية)
- تومي جونسون على موقع ميوزك برينز (الإنجليزية)
- تومي جونسون على موقع أول ميوزيك (الإنجليزية)
- تومي جونسون على موقع ديسكوغز (الإنجليزية)